# Brad Furman

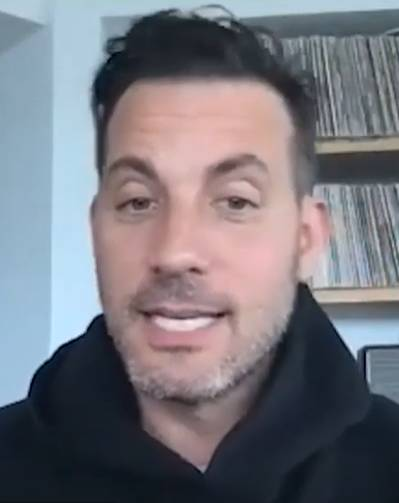
Brad Furman

Brad Furman (* 8. Juni 1975 in Lafayette Hill, Pennsylvania) ist ein US-amerikanischer Filmregisseur und Filmproduzent.

## Leben
Furman wuchs in Lafayette Hill auf und besuchte die Penn Charter School in Philadelphia sowie die Friends Central in Wynnewood. Später besuchte er die Tisch School of the Arts for Film and Television an der New York University.
Er war seit Anfang der 2000er Jahre bei Film und Fernsehen tätig, unter anderem bei einer Filmagentur und als Produzent bei der ABC Talkshow The Nancy Glass Show. Außerdem arbeitete er bei der Produktion der Filme Erin Brockovich (2000) und The Mexican (2001) als Assistent von Julia Roberts.
Ab 2002 drehte er verschiedene Kurzfilme und einen Dokumentarfilm. Im Jahr 2007 führte Furman in The Take – Rache ist das Einzige, was zählt erstmals Regie in einem Spielfilm. Die Hauptrollen übernahmen John Leguizamo, Rosie Perez und Tyrese Gibson, mit dem Furman auch privat seit vielen Jahren befreundet war.
Als Lions Gate Entertainment und Lakeshore Entertainment einen jungen Regisseur für den Verfilmung des Michael-Connelly-Romans Der Mandant suchten, wurden die Produzenten nach einem Hinweis von Connelly auf Furmans Regiedebüt The Take aufmerksam. Furman wurde schließlich mit der Regie für Der Mandant betraut. Der Film mit Matthew McConaughey, Ryan Phillippe, Marisa Tomei und William H. Macy erhielt gute bis sehr gute Kritiken und war mit einem weltweiten Einspielergebnis von über 75 Mio. USD (Stand: Dezember 2011) bei einem Budget von 40 Mio. USD auch finanziell erfolgreich.
Als dritte Regiearbeit war zunächst Cry Macho, eine Verfilmung des gleichnamigen Romans von N. Richard Nash aus dem Jahr 1975, angekündigt. Der Film sollte außerdem die Rückkehr Arnold Schwarzeneggers als Schauspieler nach dem Ende seines Amtes als Gouverneur von Kalifornien darstellen. Wegen der Ehekrise Schwarzeneggers wurde das Projekt jedoch vorerst nicht weiter verfolgt; erst 2021 verfilmte Regisseur Clint Eastwood das Werk.
2013 wurde Furmans dritter Spielfilm Runner Runner veröffentlicht, dessen Hauptrollen Justin Timberlake, Ben Affleck und Gemma Arterton übernahmen.

## Filmografie (Auswahl)
Als Regisseur
- 2002: Fast Forward (Kurzfilm)
- 2003: Unbroken (Kurzfilm)
- 2003: The Stranger (Kurzfilm)
- 2005: Buried Alive in the Blues (Dokumentarfilm)
- 2007: The Take – Rache ist das Einzige, was zählt (The Take)
- 2011: Der Mandant (The Lincoln Lawyer)
- 2013: Runner Runner
- 2016: The Infiltrator
- 2018: City of Lies
- 2025: Tin Soldier

Als Produzent
- 2002: Fast Forward (Kurzfilm)
- 2003: Unbroken (Kurzfilm)
- 2003: The Stranger (Kurzfilm)
- 2005: Buried Alive in the Blues (Dokumentarfilm)
- 2016: The Infiltrator